# Ryska wieża radiowo-telewizyjna
Ryska wieża radiowo-telewizyjna (łot. Rīgas radio un televīzijas tornis) – najwyższy obiekt Rygi (Łotwa), trzecia co do wysokości wieża w Europie, najwyższa w Unii Europejskiej.

## Historia
Projektantem wieży był gruziński architekt Kim Nikuradze, a budowę rozpoczęto w 1979 roku. Całkowicie ukończona została w 1989 roku, chociaż nadawanie rozpoczęto w 1986. Pierwsza testowa transmisja z wieży miała miejsce 28 grudnia 1985 roku. Została wybudowana na rzecznej wyspie Zaķusala na Dźwinie.

## Charakterystyka
Wysokość wieży wynosi 368,5 m. Jej konstrukcja może oprzeć się wiatrom wiejącym z szybkością do 44 metrów na sekundę bez kołysania się dzięki trzem stabilnym filarom oraz trzem dziewięciominutowym amortyzatorom zamontowanym na 198 metrach. Podstawa wieży została ustawiona na palach, wbitych na głębokość 24-27 metrów. Choć aktywność sejsmiczna jest tutaj niska, wieża została zaprojektowana, aby wytrzymać trzęsienie ziemi o sile 7,5 stopni w skali Richtera. Cała konstrukcja nośna to trzy filary, dlatego wieża ma nietypowy wygląd. Są zainstalowane dwie windy szybkobieżne – jedna w filarze północno-wschodnim, a druga w filarze południowo-zachodnim. W trzecim umieszczono schody. Jest jedną z niewielu konstrukcji wspartych tylko na trzech filarach. Przewidywana żywotność wieży wynosi 250 lat. Na wysokości około 97 metrów nad ziemią znajduje się taras widokowy, z którego można podziwiać panoramę ryskiej starówki.

## Przebudowa wieży
W kwietniu 2017 roku minister transportu Łotwy Uldis Augulis wraz z architektem Rygi Gvido Princim i LVRTC podpisał umowę z firmą SIA Nams, która wygrała konkurs na projekt przebudowy. Plan zakłada, że powierzchnia wieży wzrośnie o 30%, a całkowita powierzchnia usługowa w wieży i budynku technicznym do 85%. Projekt budowlany przewiduje wymianę dwukierunkowych szybkich wind w obu filarach, aby zwiększyć liczbę turystów 200 000 odwiedzających rocznie. Obecnie mają oni do dyspozycji wieżę telewizyjną i platformę widokową na 97 metrach. Nowa wieża ma być o 40 metrów wyższa. Planowana jest budowa centrum nauki i innowacji oraz warsztatów z interaktywną ekspozycją dotyczącą radia i telewizji.